# 塩見修
塩見 修 （しおみ おさむ、1949年 - ）は、日本の実業家。宮交ホールディングス社長。

## 人物・来歴
宮崎県立宮崎大宮高等学校、早稲田大学法学部卒業。1969年、全日本空輸に入社。秘書室長・名古屋支店長・北京支店長を経て、2003年、ANAコミュニケーションズ社長に就任。2005年、宮交ホールディングス社長に就任。
| スタブアイコン | サブスタブ | この項目は、まだ閲覧者の調べものの参照としては役立たない、人物に関連した書きかけの項目です。この項目を加筆・訂正などしてくださる協力者を求めています（P:人物伝/PJ:人物伝）。 |